# Weinheim
Weinheim er en by i det nordvestlige Baden-Württemberg, Tyskland med omkring 43.000 indbyggere. Weinheim ligger 15 km nord for Heidelberg og 10 km nordøst for Mannheim. De tre byer kaldes tilsammen for Rhein-Neckar-byområdet.
Blandt byens seværdigheder er borgen Windeck fra 12. århundrede samt den meget yngre borg Wachenburg, de stammer fra begyndelsen af det 20. århundrede. De to borge har givet byen tilnavnet "Zwei-Burgen-Stadt" ("To-Borge-Byen").
- Wikimedia Commons har flere filer relateret til Weinheim

49°33′22″N 8°40′11″Ø / 49.5561°N 8.6697°Ø